# Macaire (chanson de geste)
Pour les articles homonymes, voir Macaire.
Macaire est une chanson de geste publiée, d’après le manuscrit de Venise, par François Guessard (Paris, 1866, 1 vol. in-12). On a fait de Macaire depuis un type de scélérat : Robert Macaire.
Macaire est un des grands poèmes du moyen âge. L’original est malheureusement perdu. On n’en possédait que le manuscrit italianisé, découvert récemment à Venise. M. Guessard l’a publié avec une restitution en regard ; cette restitution n’est pas sûre, mais seulement plausible. Au moment d’éditer le livre, on a découvert à la bibliothèque de l’Arsenal une version en prose.
La chanson de Macaire a d’abord été composée (probablement au XIIe siècle) en vers de dix syllabes, puis refaite en vers de douze syllabes avec un grand développement. On n’en connaît pas l’auteur, bien qu’elle ait eu un grand succès en France et à l’étranger. La légende est de beaucoup antérieure au règne de Charles V. On pourrait suivre dans la plupart des littératures de l’Europe latine l'histoire du poëme de Macaire, partout lu, commenté, paraphrasé et objet de récits légendaires qui ont traversé les siècles. En voici la donnée très-sommaire : Charlemagne était revenu en France après les guerres d’Espagne et y avait oublié Roncevaux et la mort de Roland. Il avait admis à sa cour et jusque dans son intimité un chevalier de la race de Mayence, un parent du traître Ganelon, Macaire de Losane. Charlemagne ne tarde pas à se repentir de la confiance qu’il a mise en lui. Macaire ose lever les yeux sur l’épouse de son maître, la belle et vertueuse Blanchefleur, la fille du césar de Constantinople. La reine repousse ses avances et le décourage de différentes manières. Macaire, irrité, entreprend de lutter contre la résistance de la vertueuse Blanchefleur et trouve le moyen de se servir contre elle du nain favori de Charlemagne. Macaire est puni de l’injure qu’il réussit à faire à la reine ; elle le châtie de telle sorte qu’il est obligé de garder la chambre durant huit jours. Macaire veut se venger de la reine, et dans cette entreprise le nain continue de lui servir d’auxiliaire. Il a été châtié aussi, et la vengeance de Macaire se confond avec la sienne. Le misérable se cache donc le soir dans la chambre du roi, derrière la porte. Charlemagne a l’habitude de se lever de bonne heure afin d’assister à matines ; aussitôt qu’il est levé, le nain se fourre dans la couche de la reine à la place même que vient de quitter le roi. C’est là que Charlemagne doit le trouver à son retour. Le nain n’a rien à redouter. Si on l’interroge, il dira qu’il a obéi aux injonctions de sa souveraine. Et puis Macaire lui a promis son assistance. Le nain est donc heureux de peu : voir servir les desseins du traître Macaire ; il suit à la lettre les instructions qu’il en a reçues et l’événement arrive tel qu’on l’avait prévu. Charlemagne revient de matines ; à son entrée dans la chambre de la reine, il découvre des vêtements sur un banc et aperçoit dans le lit de Blanchefleur la grosse tête du nain. Il sort de la chambre en proie à une sorte de délire furieux. Dans la grande salle du palais, où il se rend, il trouve Macaire en compagnie de plusieurs chevaliers déjà levés à cette heure matinale. Il veut rendre ces serviteurs fidèles témoins de sa honte et les conduit dans la chambre de la reine, toujours endormie en compagnie du nain, qui ronfle à côté d’elle. Macaire est chargé d’interroger le nain, qui récite la leçon que Macaire lui-même lui a apprise. Blanchefleur s’éveille pendant l’interrogatoire, et son embarras est tel qu’elle ne trouve pas un mot pour se défendre. Ce que Macaire avait prévu se réalise : Charlemagne fait le serment solennel de faire monter la reine sur le bûcher.
Mais Charlemagne aime tant la reine qu’il ne demanderait pas mieux que d’avoir un prétexte pour l’épargner. Macaire et les chevaliers qu’il a sous son influence s’opposent comme ils peuvent à ce désir du prince. Celui-ci se résigne, en dernier lieu, à faire exécuter la sentence qu’il a prononcée, car le serment de Charlemagne est une sentence. Le bûcher est allumé. Au moment d’y monter, Blanchefleur demande un confesseur. L’abbé de Saint-Denis est chargé de remplir cet office. La reine se confesse ; sa confession persuade l’abbé de Saint-Denis de son innocence ; il exhorte Charlemagne à lui épargner le bûcher. D’ailleurs elle est enceinte. Le roi, sur le conseil du duc Naimes dans lequel il a une entière confiance, fait grâce de la vie à Blanchefleur, mais la condamne au bannissement. Un jeune damoiseau, du nom d’Aubry, est chargé de la reconduire dans son pays natal. Aubry part avec la reine, qu’accompagnent tous les regrets, y compris ceux du roi.
Macaire n’est pas content de voir l’affaire tourner de cette manière et complote une nouvelle vengeance. Il poursuit la reine pendant son voyage, attaqua Aubry, qui refusa de lui abandonner celle qu’on lui a confiée, et tue le fidèle gardien de la princesse. Durant le combat, la reine s’est échappée. Ne pouvant la retrouver, Macaire revient à Paris. Mais Aubry avait un lévrier qui lui était fort attaché et qui ne le quittait point. Le chien dévoué reste trois jours près du cadavre de son maître, puis, vaincu par la faim, se décide à revenir à Paris.
Il arrive au palais du roi au moment où les barons sont à table, voit Macaire et saute sur lui ; après quoi il prend du pain sur la table et retourne auprès du corps d’Aubry. L’agression dont Macaire avait été l’objet parut singulière ; on se demanda si Aubry avait déjà accompli sa mission, car on avait reconnu son chien et l’on savait qu’il ne quittait pas son maître. Le chien revint à la même heure ; mais cette fois il trouva, les gens de Macaire préparés à le recevoir. Macaire ne fut pas mordu, et le fidèle lévrier retourna de nouveau auprès du cadavre de son maître.
Le roi et ses barons se promirent de suivre le chien la première fois qu’il reviendrait. Il revint effectivement et on découvrit le crime dont Aubry avait, été victime. Macaire, accusé de l’avoir assassiné, nie le fait et offre de prouver son innocence par les armes. Personne n’ose accepter le défi, car Macaire est un rude chevalier et fort bien apparenté. Le duc Naimes propose, en désespoir de cause, de mettre aux prises l’accusé et l’accusateur, c’est-à-dire Macaire et le chien d’Aubry. Macaire, vaincu dans ce duel, est attaché et promené à la queue d’un cheval, puis brûlé vif.
Cependant Blanchefleur s’était égarée dans la forêt. Elle fit la rencontre d’un bûcheron, qui s’offrit à l’accompagner jusqu’à Constantinople. Mais lu grossesse avancée de la reine ne lui permit pas d’aller plus loin que la Hongrie, où elle accoucha d'un fils dans une auberge.
Varocher, le bûcheron, passait pour le mari de Blanchefleur, et il ne tint à rien que le fils de Charlemagne n’eût un cabaretier pour parrain. Heureusement, le roi de Hongrie, se rendant dans un moutier, découvrit l’aventure et tint l’enfant sur les fonts. Il reconnut la haute origine du nouveau-né à une croix blanche qu’il portait sur l’épaule droite. Le roi de Hongrie informa l’empereur de Constantinople du sort de sa fille, qu’il hébergea d’ailleurs loyalement. Le césar byzantin reprit sa tille et se disposa à se venger de Charlemagne. Le repentir, les excuses de ce dernier, le supplice de Macaire ne parviennent pas à le fléchir. La guerre éclate. L’empereur de Constantinople arrive sous les murs de Paris à la tête de 50,000 hommes. Charlemagne sort au-devant de lui avec son armée ; on en vient aux prises. Après maint combat, on prend des deux côtés la résolution d’en finir par un duel entre les deux plus vaillants chevaliers de chaque armée. Varocher est choisi par l’empereur de Constantinople et Ogier le Danois par Charlemagne ; on se bat à outrance. Ogier, surpris de la vaillance de son adversaire, interrompt le combat pour lui demander son nom. Ogier s’avoue vaincu, va demander la paix et revient au camp avec un enfant blond qui dit au roi : « Père, je suis votre fils, et si vous en doutez, voyez la croix blanche que je porte sur l’épaule. » La paix est bientôt faite ; les deux, époux rentrent ensemble dans Paris où on célèbre des fêtes magnifiques. Varocher, comblé de faveurs, est institué champion en titre d’office à la cour de Charlemagne. Il remplace sa chaumière de bûcheron par un château, donne des habits de soie à sa femme et promet à ses fils qu’ils seront un jour chevaliers.